# معالم عمان الثقافية

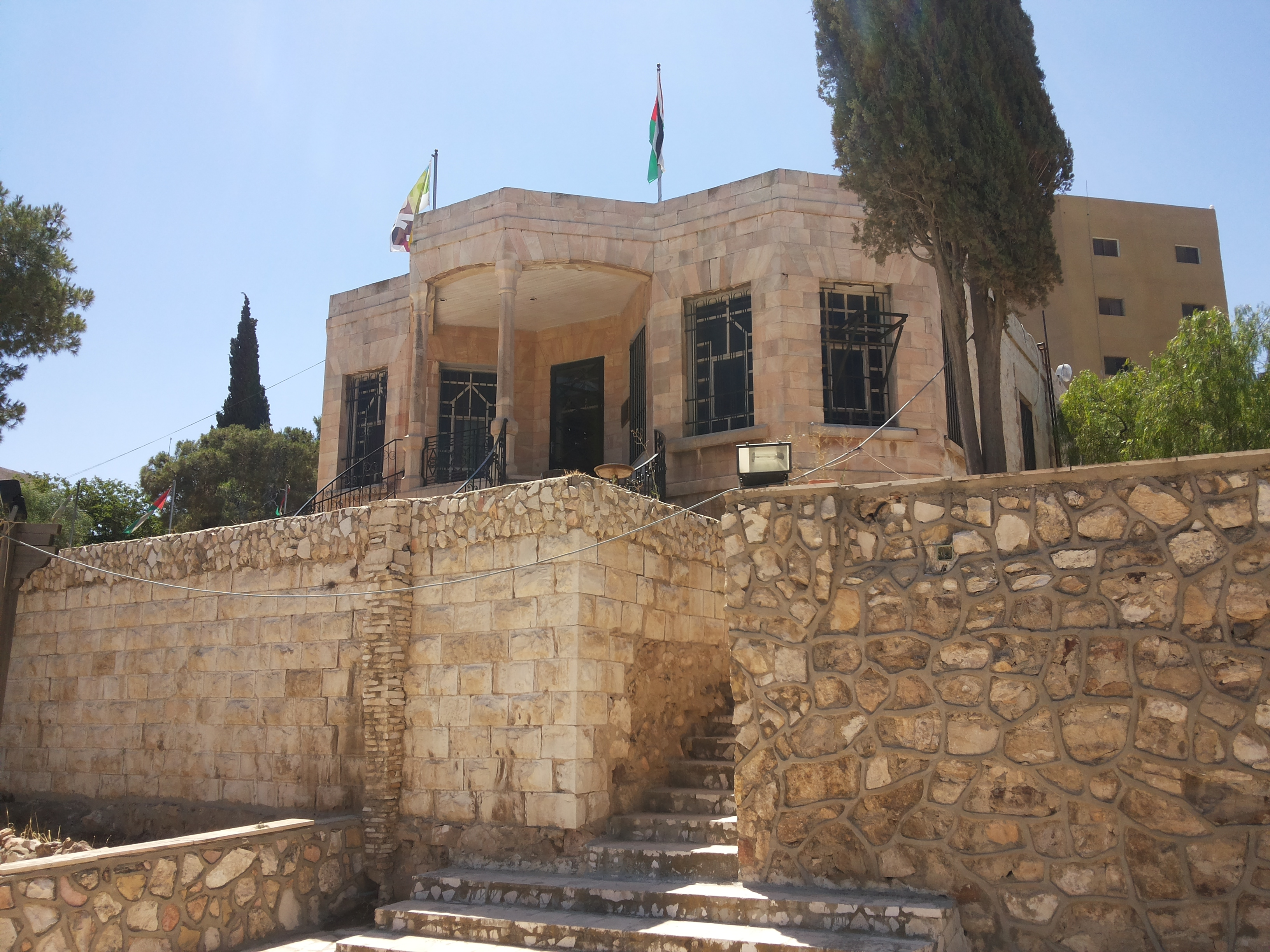
بيت الشعر الأردني.

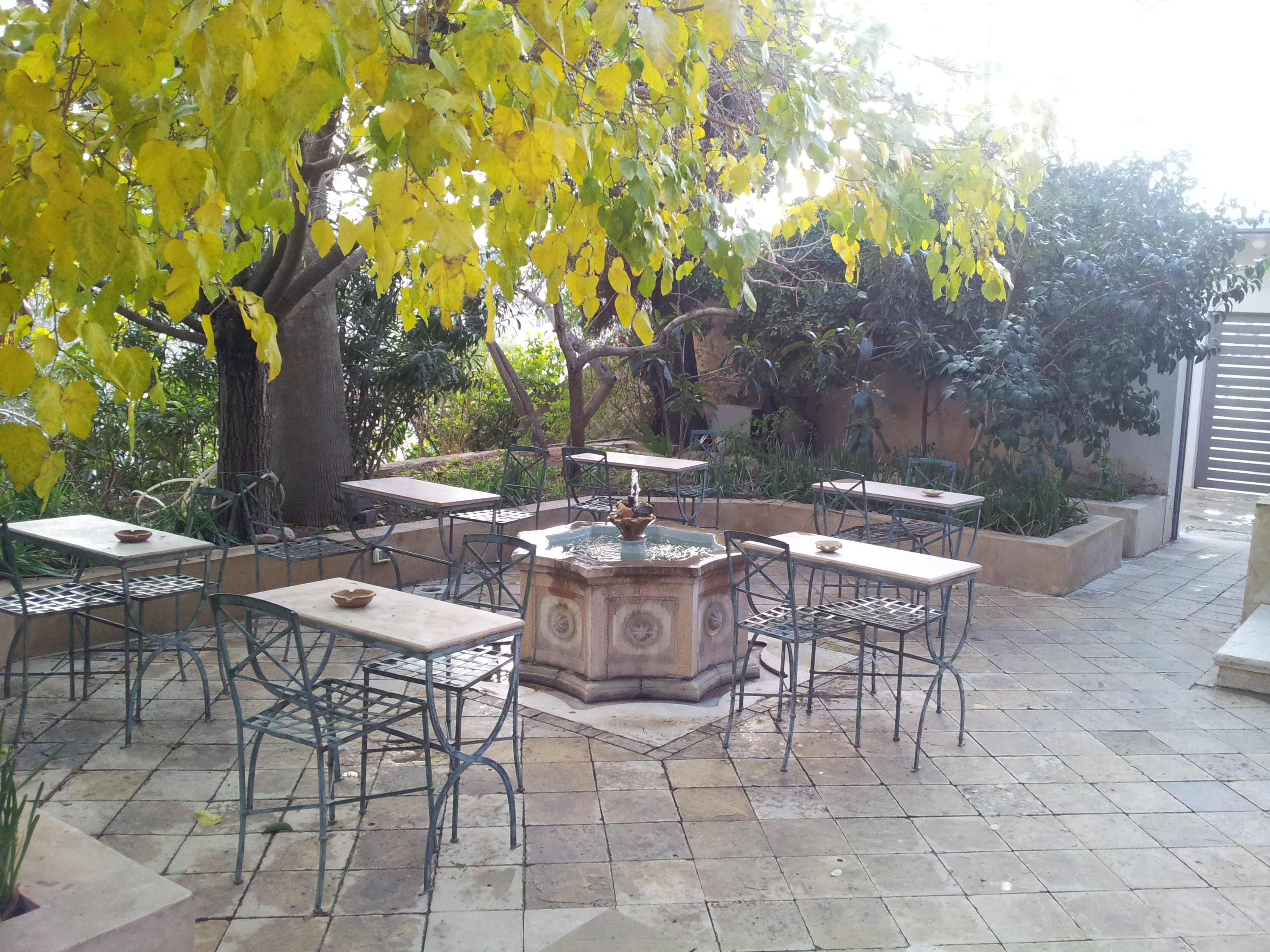
دارة الفنون.

معالم مدينة عمان الثقافية تحوي العاصمة الأردنية - عمان على عدد كبير من المعالم المعمارية المميزة التي تعكس ثقافة المدينة وشعبها، من متاحف إلى مسارح ودور عرض إلى جاليريات ومراكز ثقافية.
المعالم الثقافية والتراثية
| منتدى الفكر العربي | مؤسسة شومان الثقافية   | مكتبة عمان الوطنية       | بيت الفن الأردني       |                        |
| بيت الشعر الأردني  | مؤسسة نهر الأردن       | دارة التصوير             | رابطة الكتاب الأردنيين |                        |
| جاليري كريم        | دارة الفنون            | مركز الحسين الثقافي      | سوق جارا               | المعهد الوطني للموسيقى |
| دار الاندى         | الهيئة الملكية للافلام | مركز الأميرة هيا الثقافي | محترف الرمال للفنون    |                        |

المسارح ودور السينما
| المركز الثقافي الملكي | مسرح عمون         | مسرح الكونكورد            | مسرح البلد    |
| سينما غاليريا         | ستي سينما مكة مول | جراند سينما زارا وستي مول | سينما الرويال |

المتاحف
| المتحف الوطني للفنون الجميلة | متحف الآثار          | متحف السيارت الملكي |
| متحف الطفل                   | متحف الأزياء الشعبية | متحف صرح الشهيد     |

المراكز الثقافية العربية والأجنبية :
- - المركز الثقافي البريطاني : تأسس عام 1948.
  - معهد غوتة الألماني : تأسس عام 1961.
  - المركز الثقافي الفرنسي : تأسس عام 1964.
  - المركز الثقافي الأمريكي : تأسس عام 1954.
  - المركز الثقافي التركي : تأسس عام 1969.
  - مركز اللغات الحديث تأسس عام 1970
  - المركز الثقافي الإسباني (سرفانتس) : تأسس عام 1979.